# Robert Cissé
Robert Cissé (né le 7 juillet 1968 à Bamako) est un évêque catholique malien. Il est nommé évêque de Sikasso en 2022 de 2024, puis archevêque métropolitain de Bamako depuis juillet 2024.

## Biographie
Robert Cissé est né le 7 juillet 1968 à Bamako. Il étudie la philosophie au séminaire Saint Augustin de Bamako et la théologie catholique au séminaire Saint Pierre Claver de Koumi au Burkina Faso. Il est ordonné prêtre le 10 juillet 1993 pour le diocèse de Sikasso.
Après son ordination, Robert Cissé exerce son sacerdoce, d'abord comme vicaire paroissial à Kimparana dans le cercle de San de la région de Ségou de 1993 à 1995 et à Fanterela de 1995 à 1997 puis comme responsable de la commission diocésaine de pastorale des vocations entre 1993 et 1998 avant de devenir curé in solidum et modérateur de la paroisse de Sikasso et aumônier de l'apostolat laïc de 1997 à 1999.
En 2000, il commence à enseigner au petit séminaire Pie XII de Koulikoro. En 2002, Robert Cissé est envoyé à Rome pour poursuivre ses études, où il obtient en 2004 une licence en philosophie à l'université pontificale urbanienne. De retour au Mali, il devient curé de la paroisse Notre Dame d'Afrique à Koutiala. Il devient également membre du Conseil des évêques du diocèse de Sikasso de 2004 à 2009 et a dirigé la Commission diocésaine pour l'éducation.
En 2005, il est nommé directeur national des Œuvres pontificales missionnaires, fonction qu'il occupe jusqu'en 2011. Dans même temps il était vicaire général et membre du Conseil de gestion du patrimoine diocésain de 2006 à 2009. En 2009, il devient secrétaire général de l'Association des prêtres du Mali et en 2010, il est également responsable des études de philosophie au séminaire Saint Augustin de Bamako. En 2012, Robert Cissé poursuit ses études à l'Université Pontificale Urbaine et obtient en 2017 un doctorat et soutien la thèse de la théorie maritainienne de la loi naturelle et la doctrine de saint Thomas d'Aquin,.
À partir de 2018, Robert Cissé devient le doyen de la Faculté de philosophie de l'université catholique de l'Afrique de l'Ouest (UCAO) et à partir de 2021 également recteur par intérim du séminaire Saint Augustin de Bamako,.

### Épiscopat
Le 14 décembre 2022, le pape François le nomme évêque ordinaire du diocèse de Sikasso,. Il a été consacré le 11 février 2023 par le cardinal Jean Zerbo ; les co-consécrateurs sont le nonce apostolique au Mali, Jean-Sylvain Emien Mambé, et l'évêque de Mopti, Jean-Baptiste Tiama.
Le 25 juillet 2024, il est nommé archevêque métropolitain du diocèse de Bamako,,. L'inauguration a eu lieu le 6 octobre de la même année.